# Kieler Liste für Ausländerbegrenzung
Die Kieler Liste für Ausländerbegrenzung, kurz KLA, war eine 1981 gegründete politische Gruppierung, die im Jahr darauf bei den Kommunalwahlen in Schleswig-Holstein in der Landeshauptstadt Kiel 3,8 % der Stimmen erlangte. Sie erschien direkt nach Gründung als rechtsextreme Vereinigung im Verfassungsschutzbericht des Landes Schleswig-Holstein.

## Gründung und Auflösung
Die Liste konstituierte sich am 5. November 1981 in Kiel und hatte etwa 30 Gründungsmitglieder. Sie trat bereits wenige Monate später zur Kommunalwahl am 7. März 1982 an und erlangte 3,8 % der Stimmen. Führende Köpfe der Gruppe waren ehemalige NPD-Mitglieder, andere Personen waren vorher parteilos. Als Kandidaten traten auch mehrere Funktionäre der Deutschen Unitarier Religionsgemeinschaft (DUR) an, darunter Fritz Castagne, ein ehemaliger NSDAP-Reichstagsabgeordneter, Reichsamtsleiter der „Deutschen Arbeitsfront“ und nach 1945 langjähriger Redakteur der unitarischen blätter (ehemals Glaube und Tat).
1986 löste sich die KLA aufgrund zunehmender Proteste und interner Streitigkeiten auf und trat fast geschlossen zur Partei „Die Republikaner“ (REP) über.

## Ziele
Selbsterklärte Aufgabe der Liste war nach Aussage des damaligen Kandidaten Fritjof Berg, „mit ihrer Wahlteilnahme und der in ihrem Namen zum Ausdruck kommenden Zielsetzung ein bundesweit wahrnehmbares Signal gegen die damals schon nicht mehr übersehbare Gefahr der Überfremdung setzen, wobei sie nachdrücklich auf die Potenzierung dieser Gefahr durch den Geburtenschwund und die Tendenzen der Entnationalisierung hinwies.“ Zur gleichen Zeit entstanden auch an anderen Orten in der Bundesrepublik neue rechtsextreme Vereinigungen, die sich ebenfalls den Themen „Überfremdung“ und „Ausländerrückführung“ widmeten, so z. B. die „Aktion Ausländerrückführung – Volksbewegung gegen Überfremdung und Umweltzerstörung“ (AAR) (gegründet 1977), die „Bürgerinitiative Ausländerstopp“ in Nordrhein-Westfalen (gegründet 1980) oder die „Hamburger Liste für Ausländerstop“ (gegründet 1982).

## Proteste gegen die KLA
Ihr öffentliches Auftreten führte zu mehreren Gegenaktionen und Veranstaltungen antifaschistischer Gruppen und Initiativen. 1984 ließ die KLA eine Postwurfsendung verteilen, in der ausländische Einwohner als
„Scheinasylanten“, „Kriminelle“, „Illegale“ und „Schmarotzer“ diffamiert wurden. Des Weiteren wurden „Umweltbelastung, Arbeitslosigkeit, Kriminalität und Rauschgifttote“ allein der ausländischen Bevölkerung angelastet und die deutsche Bevölkerung mit den Worten „Nehmen wir die Sache selbst in die Hand“ zur Selbstjustiz aufgefordert. Daraufhin weigerten sich mehrere Briefzusteller in Kiel, die Schriftstücke auszutragen. Sie wurden jedoch von der Deutschen Bundespost per Dienstanweisung unter Androhung der fristlosen Kündigung dazu gezwungen, da „die Menschenwürde nicht durch das Zustellen einer postordnungsmäßigen Sendung verletzt“ werde. Diese Anweisung und die ausbleibende Antwort auf einen offenen Brief an Postminister Christian Schwarz-Schilling führte zu mehreren Debatten in der bundesdeutschen Presse. So äußerte ein Kieler Abgeordneter, es sei „empörend, daß deutsche Beamte dazu gezwungen werden, jene Parolen zu verbreiten, die 1933 (…) Deutschland und die Welt ins Verderben stürzten.“